# Carex umbellata
Carex umbellata — багаторічна трав'яниста рослина родини осокові (Cyperaceae), поширена в північній частині Північної Америки.

## Опис
Рослини утворюють щільні килимки. Кореневища червонувато-коричневі, 0–5 мм, міцні. Стебла 3–7.5(18) см, шершаві дистально. Листові пластини блідо-зелені, 1–2.3(3.8) мм, завширшки трав'янисті, голі на нижній поверхні, шершаві на верхній. Суцвіття з тичинковими й проксимальними колосками. Проксимальних маточкових колосків 2–5 (базальних 1–3); тичинкові колоски 4.6–13 × 0.7–2.2 мм. Маточкові луски червонувато-коричневі з вузькими білими полями, яйцеподібні, 2.8–3.9 × 1.5–1.9 мм. Тичинкові луски від яйцеподібних до ланцетних, 3.5–5.1 × 1.1–2.2 мм, верхівки від тупих до гострих. Пиляки 1.7–2.2 мм. Плоди коричневі, еліпсоїдні, тупо тригональні у поперечному перерізі, 1.4–1.7 × 1–1.3 мм.

## Поширення
Північна Америка: пд. Ґренландія, Канада, США. Населяє відкриті, від сухих до середньовологих, від нейтральних до карбонатних, глинисті, піщані й кам'янисті поля, пасовища, високогірних прерії, галявини, кряжі, схили, дюни, пустирі, обриви, відкриті листяні та змішані ліси, часто на краях мурашиних пагорбів; 90–300 м.